# Dancy (Wisconsin)
Dancy est un secteur non constitué en municipalité situé dans le bourg de Knowlton, Comté de Marathon, dans l'État du Wisconsin aux États-Unis.